# Codex Bodleianus Auct. D. 4. 1
Der Codex Bodleianus (Siglum I, Nr. 13 nach Rahlfs) ist eine illustrierte Pergamenthandschrift aus dem 10. Jahrhundert. Sie enthält die Psalmen mit den Oden, die Eusebianischen Kanontafeln und Katenen. Eine farbige Miniatur zeigt König David (fol. 15v); die Initialen und Ränder sind ornamental verziert. Die Katenen enthalten Texte von Symmachus, Aquila und Theodotion sowie der Quinta und Septima.
Die Kanontafeln deuten auf eine Entstehungszeit um 951. Die Handschrift wurde möglicherweise in Süditalien geschrieben. 1620 wurde sie von Henry Savile an die Bodleian Library in Oxford gegeben, wo sie sich heute mit der Signatur MS. Auct. D. 4. 1 befindet.